# Iosif Rotariu
Iosif „Roti“ Rotariu (* 27. September 1962 in Prigor, Kreis Caraș-Severin) ist ein ehemaliger rumänischer Fußballspieler und derzeitiger -trainer. Als Spieler bestritt Rotariu insgesamt 301 Spiele in der höchsten rumänischen Liga, der Divizia A, und der türkischen Süper Lig. Er nahm an der Fußball-Weltmeisterschaft 1990 teil.

## Spielerkarriere
Iosif Rotariu begann im Alter von 14 Jahren in seinem Heimatort bei Nera Prigor mit dem Fußballspielen. Dort wurde er von seinem Vater trainiert, bevor er ein Jahr später in das 11 Kilometer entfernte Bozovici zu Nera Bozovici wechselte. Am Ende der Saison 1977/78 stieg die erste Mannschaft des Vereins aus der Divizia C ab und Trainer Ion V. Ionescu holte Rotariu kurze Zeit später zu Politehnica Timișoara. Seinen ersten Einsatz in der höchsten rumänischen Fußballliga, der Divizia A, bestritt er am 19. April 1981, als er am Auswärtsspiel bei Universitatea Craiova eingesetzt wurde. Ab 1981 absolvierte er seinen Wehrdienst in Tulcea und spielte in der darauffolgenden Saison in der Divizia B bei Delta Tulcea, um in der Winterpause 1982/83 nach Timișoara zurückzukehren. Es folgten weitere Einsätze in der Saison 1982/83, an deren Ende Politehnica in die Divizia B abstieg. Hernach wurde Rotariu zum Stammspieler und schaffte der Wiederaufstieg. Nachdem er mit Poli trotz 10 erzielter Tore in der Saison 1985/86 den erneuten Abstieg nicht verhindern konnte, wechselte Rotariu daraufhin zum frisch gebackenen Europapokalsieger der Landesmeister, Steaua Bukarest. Dort verlebte er bis 1990 seine erfolgreichste Zeit, in der er drei Mal rumänischer Meister und drei Mal rumänischer Pokalsieger wurde sowie 1989 im Finale des Europapokals der Landesmeister stand.
Im Jahr 1990 wechselte Rotariu – wie viele andere starke rumänische Spieler auch – ins Ausland und schloss sich dem türkischen Verein Galatasaray Istanbul an. Dort gewann er 1991 den türkischen Pokal. 1992 schien der Karriere von Rotariu eine Wende zu nehmen, als er innerhalb der Türkei zu Bakırköyspor wechselte. Dort kam er kaum zum Einsatz und konnte auch nicht den Abstieg 1993 verhindern. Nach einem Jahr in der Zweitklassigkeit kehrte er 1995 nach Rumänien zurück, um sein Glück als Unternehmer zu versuchen. Der Geschäftsmann Sava Simcelescu († 1999) überzeugte Rotariu davon, seine Fußballerlaufbahn noch nicht zu beenden und stattdessen für den von ihm gesponserten CFR Timișoara in der Divizia B zu spielen. Dort erhielt er während der Winterpause 1995/96 die Möglichkeit zu seinem Heimatverein Politehnica Timișoara in die Divizia A zurückzukehren. Bei Politehnica konnte Rotariu trotz seines Alters von 34 Jahren wieder an frühere Leistungen anknüpfen, sodass der Verein am Ende der Saison den siebten Platz belegte. Rotariu wechselte anschließend zu OFK Kikinda in die zweite Liga von Serbien und Montenegro, kehrte jedoch nach kurzer Zeit nach Timișoara zurück. In der Winterpause 1996/97 verpflichtete ihn Steaua Bukarest ein weiteres Mal und Rotariu absolvierte nach fünf Jahren Pause wieder einen Einsatz in der rumänischen Fußballnationalmannschaft. Mit Steaua gewann er 1997 und 1998 erneut die rumänische Meisterschaft sowie 1997 den rumänischen Pokal.
1998 kehrte Rotariu als Spielertrainer zu Politehnica zurück, das mittlerweile in der Divizia B spielte. In der Winterpause wurde er aber vom FC Extensiv Craiova verpflichtet, der auf dem Weg in die Divizia A war. Nach dem Aufstieg musste Rotariu Extensiv aber bereits in der Winterpause 1999/2000 aufgrund von finanziellen Problemen verlassen. Er schloss sich erneut Politehnica Timișoara an, wo er seine Karriere im Jahr 2000 zunächst beendete, aber in der Saison 2001/02 noch einmal mit 39 Jahren für den FC Bihor Oradea als Spielertrainer in der Divizia B aktiv war.

## Nationalmannschaft
Iosif Rotariu bestritt insgesamt 25 Länderspiele für die rumänische Fußballnationalmannschaft. Seinen ersten Auftritt hatte er am 1. Juni 1988 im Rahmen eines Testspiels der Niederlande zur Vorbereitung auf die Fußball-Europameisterschaft 1988. 1990 wurde er vom damaligen Nationaltrainer Emerich Jenei ins Aufgebot für die Fußball-Weltmeisterschaft 1990 in Italien berufen und bestritt alle vier Spiele. Danach kam er in der Nationalmannschaft kaum noch zum Einsatz. Seinen letzten Einsatz feierte er 1997 gegen Irland, nachdem er zuvor über fünf Jahre nicht berücksichtigt worden war.

## Trainerkarriere
Nach dem Ende seiner Karriere wurde Rotariu 2002 Co-Trainer der rumänischen Nationalmannschaft. Ende Dezember 2002 nahm er als Spieler an einem Hallenturnier teil, bei dem er zusammenbrach. Es wurde ein Gehirntumor diagnostiziert, der am 8. Januar 2003 in Timișoara operiert wurde. Nach einigen Monaten der Erholung nahm Rotariu seine Tätigkeit im Umfeld des Fußballs wieder auf.
2005 wurde Rotariu Trainer der zweiten Mannschaft von FCU Politehnica Timișoara, die in der Liga II spielte. Im Juni 2006 und im März 2007 sprang er für jeweils zwei  Spiele in der Liga 1 bei der ersten Mannschaft ein. Nach der Umbenennung des Vereins in FC Timișoara und dem Abstieg der zweiten Mannschaft in die Liga III wurde Rotariu im Februar 2009 zum Co-Trainer von Gavril Balint bei der ersten Mannschaft ernannt. Diese Position füllte er unter verschiedenen Cheftrainern bis April 2012 aus. Anschließend übernahm er Zweitligist FC Bihor Oradea, wurde jedoch nach drei Spielen wieder entlassen.
Im April 2013 wurde Rotariu Co-Trainer unter Gavril Balint beim FC Vaslui, wurde nach Saisonende jedoch entlassen, da er für den gescheiterten Transfer seines Neffen Dorin Rotariu verantwortlich gemacht wurde. Aus Protest gegen diese Entscheidung löste auch Chefcoach Balint wenige Tage später seinen Vertrag auf. Im Februar 2014 wurde er als Nachfolger von Alin Artimon Cheftrainer des FC Caransebeș in der Liga III, wurde jedoch im Mai 2014 bereits wieder entlassen.
Am 25. August 2015 wurde Rotariu Co-Trainer unter Petre Grigoraș bei ACS Poli Timișoara. Er behielt diesen Posten auch unter dessen Nachfolgern Florin Marin und Ionuț Popa.

## Erfolge
- WM-Teilnehmer: 1990
- Finalist im Europapokal der Landesmeister: 1989
- Rumänischer Meister: 1987, 1988, 1989, 1997, 1998
- Rumänischer Pokalsieger: 1987, 1988, 1989, 1997
- Rumänischer Supercup-Sieger: 1997
- Türkischer Pokalsieger: 1991
- Türkischer Supercup-Sieger: 1991
- Türkischer Vize-Meister: 1991

## Auszeichnungen
Am 25. März 2008 wurde Rotariu vom rumänischen Staatspräsidenten Traian Băsescu für die Leistungen in der Nationalmannschaft mit dem Verdienstorden „Meritul sportiv“ III. Klasse ausgezeichnet.

## Verwandtschaft
Iosif Rotariu hat einen Zwillingsbruder. Ilie Rotariu (* 27. September 1962) spielte selbst zweimal in der Divizia A und war 2006 Co-Trainer von Iosif bei der zweiten Mannschaft von FCU Politehnica Timișoara II. Sein Neffe Dorin Rotariu (* 29. Juli 1995) ist ebenfalls Fußballspieler.